# Rugby

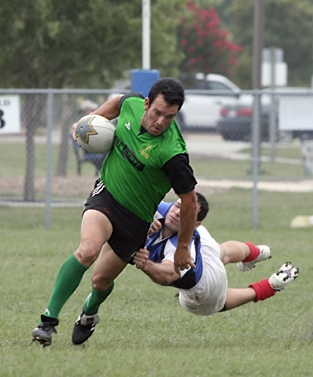
Spieler weicht Tackle aus

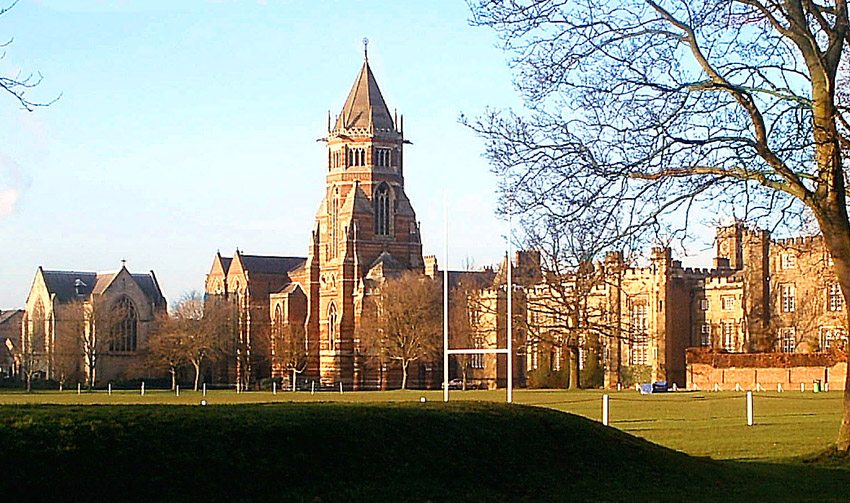
Das Schulgebäude der Public School von Rugby

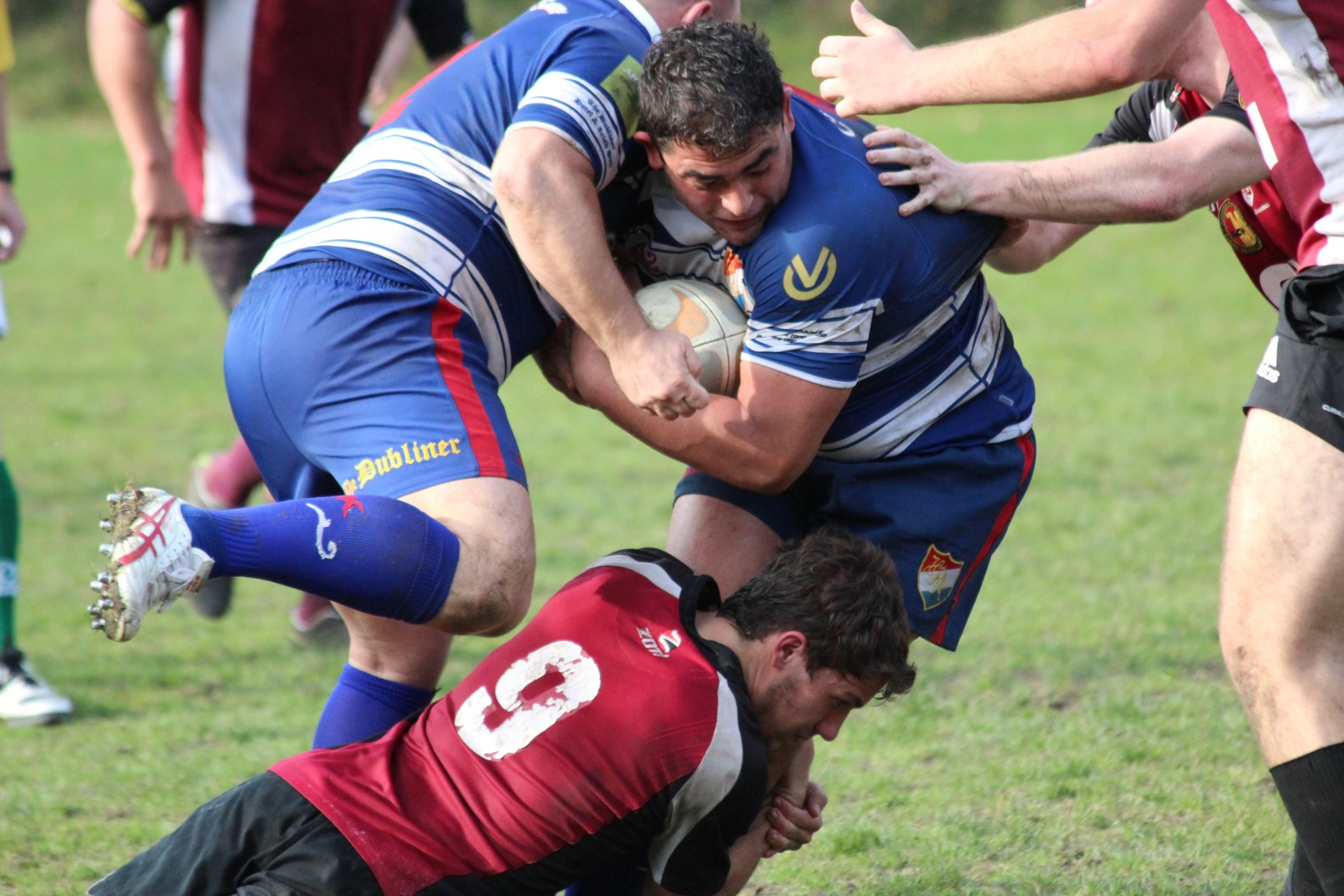
Tackle in der Rugby-Bundesliga

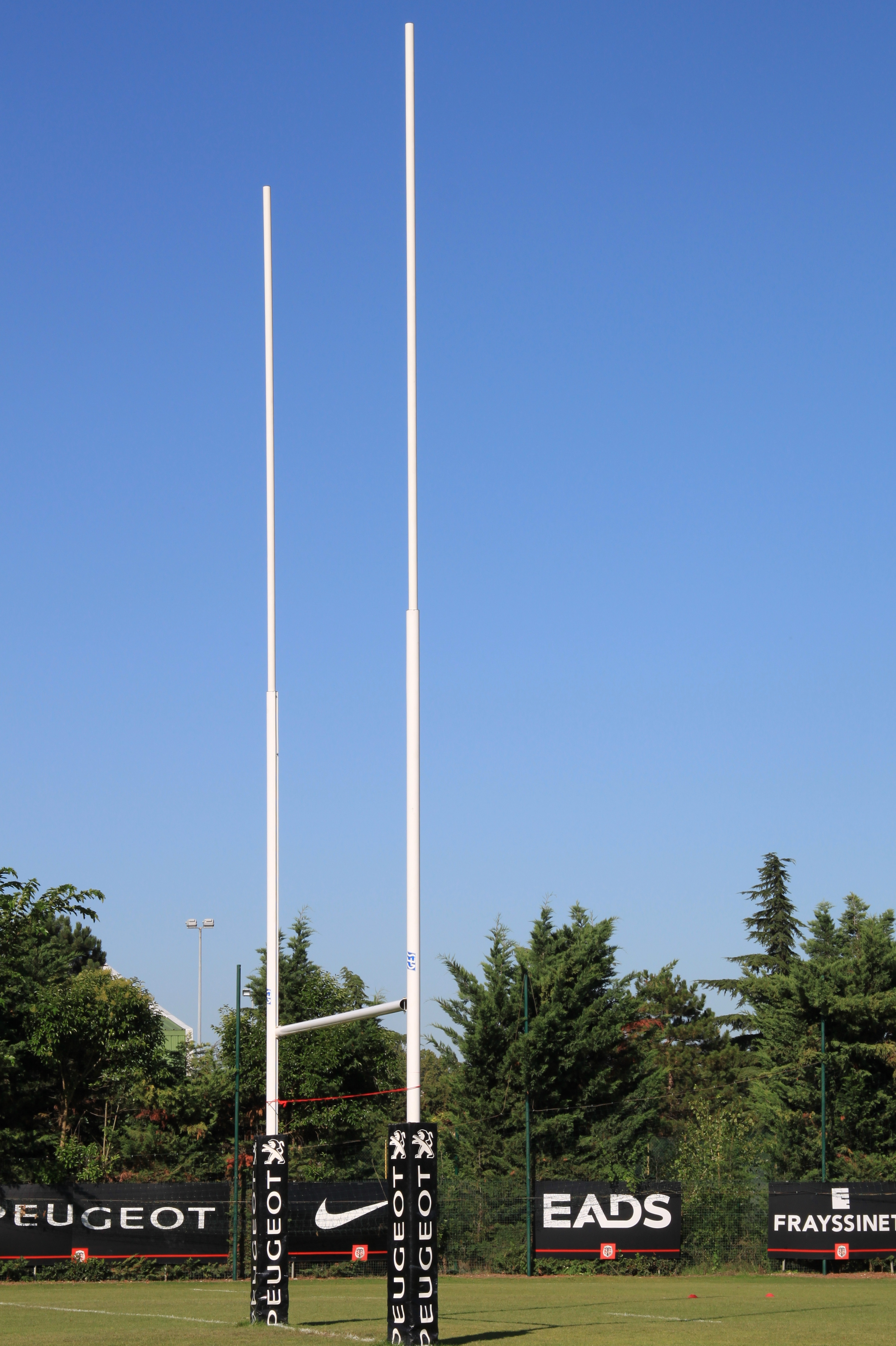
Rugby-Tor mit senkrechten Malstangen und Querstange

Rugby (englisch auch Rugby Football) gehört zur Familie der Mannschaftssportarten, die gemeinsam mit dem Fußball in England entstanden sind. American Football und Canadian Football haben sich später aus dem Rugby entwickelt. Die am weitesten verbreiteten Varianten sind Rugby Union und Rugby League. Rugby Union hat sich seit seiner Professionalisierung in den 1990er Jahren als die global führende Rugby-Sportart etabliert, auch wenn sich im Breitensport zunehmend die kontaktarme Variante Touch Rugby durchsetzt und die Variante Siebener-Rugby seit der Aufnahme als olympische Sportart 2016 einen Entwicklungsschub erfährt.

## Grundlagen des Spiels
Allen Rugby-Varianten gemeinsam ist die Verwendung eines Balls in Form eines verlängerten Rotationsellipsoids. Ziel ist es, den Ball am Gegner vorbei zu tragen oder zu kicken und dadurch Punkte zu erzielen. Dies kann auf verschiedene Arten geschehen:
- Versuch (engl. try): Ein Versuch wird erzielt, wenn es gelingt, den Ball im gegnerischen Malfeld auf dem Boden abzulegen.
- Erhöhung (engl. conversion): Nach einem erfolgreichen Versuch hat die angreifende Mannschaft das Recht, den ruhenden Ball von einem beliebigen Punkt auf einer gedachten Linie parallel zur Seitenauslinie durch den Punkt, an dem der Versuch gelegt wurde, zwischen die H-förmigen Malstangen über die Querstange zu treten.
- Dropgoal: Ein Spieler tritt den Ball, der vorher den Boden berührt haben muss, aus dem laufenden Spiel heraus zwischen die Malstangen und über die Querstange.
- Straftritt (engl. penalty kick): Ein erfolgreicher Tritt auf die Malstangen von einem Punkt aus, an dem ein schwerer Regelverstoß der gegnerischen Mannschaft stattfand.

Der Ball darf mit der Hand nur nach hinten geworfen oder übergeben werden. Wenn der Ball jedoch nach vorne geworfen wird, muss ein Gedränge ausgeführt werden (engl. scrum). Das Gedränge beschreibt das gegenseitige Anbinden der mit 1 bis 8 nummerierten Spieler, die dann „um den Ball schieben“. Man könnte es als eine Art Kräftemessen bezeichnen: Die Spieler stehen in gebückter Haltung mit geradem Rücken, mit dem Gegner ineinander verschachtelt, voreinander und versuchen durch gemeinsames Drücken den Gegner wegzuschieben und somit den Ball für das eigene Team freizugeben.
Treten des Balles ist in alle Richtungen erlaubt. Nur der balltragende Spieler darf angegriffen werden. Es ist erlaubt, diesen durch Umklammern und Tiefhalten (engl. tackle) unterhalb der Schulterlinie zu behindern und ihn nach Möglichkeit zu Fall zu bringen. Ein Spieler, welcher mit mehr Körperfläche als den Fußsohlen den Boden berührt, hat den Ball unmittelbar loszulassen und darf nicht mehr danach greifen; tut er es nicht, bekommt die gegnerische Mannschaft den Ball. Wenn der Spieler auf dem Boden liegt, dürfen von beiden Teams andere Spieler nach dem Ball schieben und drücken, dürfen dabei aber nicht die Hände benutzen. Schlagen und Beinstellen ist beim Tiefhalten streng verboten.
Die Spielkleidung besteht aus einem festen Trikot, kurzen Hosen, Kniestrümpfen und Stollenschuhen. Das Tragen eines Zahnschutzes ist Pflicht. Harte Schutzbekleidung ist nicht erlaubt. Manche Spieler tragen jedoch fakultativ eine Kappe aus weichem, dünn gepolstertem Material, die primär die Ohren schützen soll, oder ein dünnes, schaumstoffgefüttertes Schulterpolster unter dem Trikot. Frauen dürfen einen Brustschutz tragen.
Das Tor besteht aus zwei senkrechten Malstangen, mit einem Abstand von 5 bis 6 Meter und einer Querstange in 3 Meter Höhe. Sie stehen in der Mitte der Mallinie. An den unteren Enden der Malstangen werden Schutzpolster befestigt, um Verletzungen vorzubeugen (Rugby Union, 7er-Rugby und Rugby League).
Typische Spielelemente beim Rugby sind angeordnete und offene Gedränge (engl. ruck), das Paket (engl. maul), die Gasse von der Seitenlinie (engl. lineout) und das Lauf- und Passspiel der sogenannten Dreiviertelreihe (engl. three quarters).

## Varianten

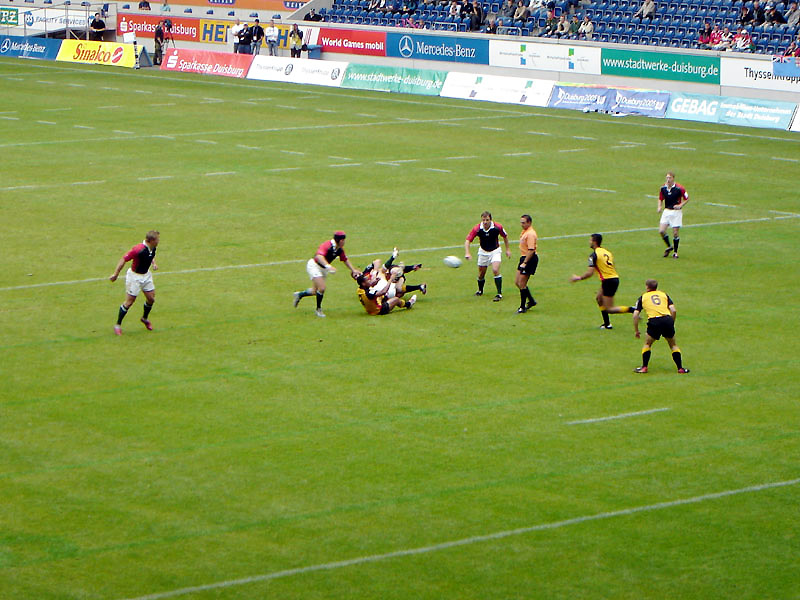
7er-Rugby-Länderspiel zwischen Deutschland und Großbritannien (World Games 2005)

Aufgrund seiner Geschichte liegt Rugby heute in zwei grundsätzlich verschiedenen Varianten vor, dem am weitesten verbreiteten Rugby Union (Fünfzehnerrugby) und dem weniger verbreiteten Rugby League (Dreizehnerrugby).
Während der ursprüngliche Rugby-Union-Sport mit 15 Spielern (pro Mannschaft) auf dem Platz gespielt wird, gibt es mittlerweile eine Variante, bei der sieben Spieler auf dem Platz stehen, das 7er-Rugby. Da der Ball hauptsächlich mit der Hand geführt wird, kann man Rugby Union auch im Sand spielen, woraus Beachrugby entstanden ist. Varianten mit zwölf und zehn Rugbyspielern sind ebenfalls möglich, es gibt für sie jedoch kein eigenes Regelwerk, es gelten die Regeln des 15er-Rugby-Union. Äußerst beliebt sind in jüngster Zeit die aus dem Rugby League entstandenen, fast kontaktlosen Versionen Touch Rugby und Tag Rugby.
| Moderne Rugby-Sportarten | Football |
| --- | --- |
| - Rugby Union – Heute am ehesten mit Rugby assoziierte Sportart. - 7er-Rugby – Variante mit 7 Spielern. - Rugby League – Verändertes Regelwerk und 13 Spieler. - Beachrugby – Auf Sandspielfeld gespielt. - Touch Rugby – Eine Rugbysportart mit geringem Körperkontakt. - Tag Rugby – Ähnlich dem Touch Rugby, nur ohne Körperkontakt. - Oz Tag – Nach Regeln der Rugby League und ohne Erhöhungskick. - Hallenrugby – Gespielt in der Halle und meist nach Regeln des Touch Rugby. - Rollstuhlrugby und Rollstuhl-Rugby-League – Mit Einsatz von Rollstühlen. - Unterwasserrugby – Ähnlich dem Wasserball in einem Sportbecken. | - American Football – Klassische Form des American Football. - Arena Football – Variante für Spielen in der Halle mit weniger Spielern. - Touch Football – Wie Touch Rugby ohne starken Körpereinsatz. - Flag Football – Wie Tag Rugby ohne jeglichen Körpereinsatz. - Canadian Football – Mit mehr Spielern und größerem Feld. - Canadian Flag Football – Variante ohne Körpereinsatz. - Australian Football – Gespielt auf einem ovalen Spielfeld. |

## Geschichte
→ Siehe auch: Geschichte des Fußballs (Rugby- und Fußballgeschichte sind eng miteinander verknüpft)

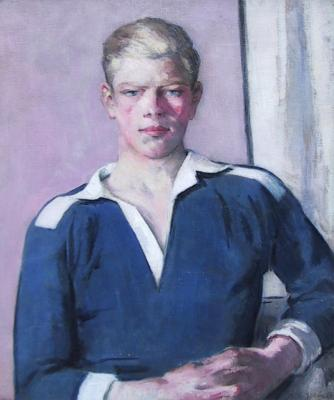
Francis Cadell: The Rugby Player (wahrscheinlich Anfang 20. Jahrhundert)

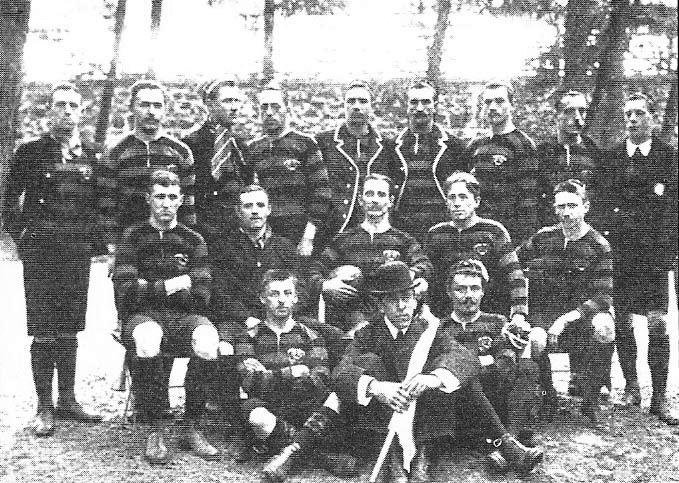
Deutsche Rugby-Mannschaft bei den Olympischen Sommerspielen 1900 in Paris

Der Legende nach soll Rugby während eines Fußballspiels in der gleichnamigen Stadt entstanden sein. Als der Mannschaft von William Webb Ellis 1823 eine Niederlage bevorstand, packte dieser den Ball mit den Händen und legte ihn ins Tor des Gegners. Obwohl berechtigte Zweifel am Wahrheitsgehalt der Geschichte bestehen – der Ball wurde bereits zuvor in den meisten Spielvarianten mit der Hand getragen –, ist der Pokal der Rugby-Union-Weltmeisterschaft nach William Webb Ellis benannt (der Webb Ellis Cup).
1863 wurde der englische Fußballverband Football Association (FA) mit dem Ziel gegründet, die noch vielfältigen Fußballregeln zu vereinheitlichen. Aufgrund von Streitigkeiten über Regeländerungen zogen sich einige Vereine aus dem Verband zurück und gründeten am 26. Januar 1871 mit der Rugby Football Union (RFU) einen konkurrierenden Verband, der in der Folgezeit nach und nach die Regeln der Rugby School standardisierte. Bereits am 27. März desselben Jahres fand in Edinburgh zwischen Schottland und England das erste Länderspiel statt.
1895 erfolgte aufgrund eines Streits über den Amateurgedanken eine weitere Trennung, diesmal innerhalb der RFU. 21 Vereine, vor allem aus Arbeitervierteln Nordenglands, spalteten sich als Northern Rugby Union (heute Rugby Football League) ab, legten ihre eigenen Regeln fest und erlaubten die Professionalisierung des Sports. Aus den veränderten Regeln entwickelte sich die Variante Rugby League. Bis heute existieren beide Varianten des Rugbys nebeneinander. Internationale Begegnungen von Nationalmannschaften werden sowohl nach den Regeln der Rugby Union wie auch nach denen der Rugby League abgehalten. Seit 1995 sind im Rugby Union ebenfalls Profisportler zugelassen.

## Popularität
Rugby in seinen verschiedenen Varianten ist vor allem in Teilen des britischen Commonwealth und Ländern der südlichen Hemisphäre äußerst populär. Führende Nationen sind Neuseeland, Australien, Südafrika und Argentinien in der südlichen Hemisphäre sowie Frankreich, England, Wales, Irland, Schottland und Italien in Europa. Auch in den ozeanischen Ländern Fidschi, Samoa und Tonga ist Rugby der Nationalsport. Neben diesen Ländern nehmen Japan, die USA, Rumänien, Namibia, Kanada, Georgien und Spanien regelmäßig an den Rugby-Union-Weltmeisterschaften teil und verfügen über eine ausgeprägte Rugbykultur. Als Hochburgen von Rugby League gelten England, Neuseeland und insbesondere Australien.
In deutschsprachigen Ländern versteht man unter dem Begriff Rugby meistens Rugby Union. Es gibt aber auch in Deutschland, Österreich und der Schweiz Bestrebungen, eine Rugby-League-Kultur aufzubauen. Wachsender Popularität erfreuen sich Varianten wie Touch Rugby an Schulen.
Von 1900 bis 1924 war Rugby Union eine Disziplin der Olympischen Spiele. Am 9. September 2009 beschloss das IOC, Rugby im Jahr 2016 wieder ins Programm aufzunehmen, wobei das Format 7er-Rugby zur Anwendung kommt.

## Rugbykultur
Ein Sprichwort in Großbritannien lautet: Football is a gentleman’s game played by ruffians and rugby is a ruffian’s game played by gentlemen („Fußball ist eine von Raufbolden gespielte Gentleman-Sportart und Rugby ist eine von Gentlemen gespielte Raufbold-Sportart“).
In zahlreichen traditionellen Rugbynationen gilt Rugby Union allgemein als Sportart des „Establishment“, das hauptsächlich von der Oberschicht und der höheren Mittelschicht gespielt wird. Es ist auch die an Privatschulen und Gymnasien bevorzugte Variante. Im Gegensatz dazu gilt Rugby League vor allem im Norden Englands und im Osten Australiens traditionell als Sportart der „Arbeiterklasse“ und der unteren Mittelschicht. Eine Ausnahme von diesen Stereotypen ist insbesondere Wales, wo Rugby Union mit Mannschaften aus kleinen Dörfern in Zusammenhang gebracht wird, in denen Bergleute und Industriearbeiter leben. In Neuseeland, Südfrankreich, in Teilen Südenglands, Schottland, Irland und auf den pazifischen Inseln ist Rugby Union ebenfalls im Arbeitermilieu verbreitet. In Südfrankreich, insbesondere im Südwesten, ist Rugby populärer als Fußball.
In Großbritannien nennen Rugby-Union-Fans ihre Sportart bisweilen auch „rugger“. Neuseeländer nennen Rugby im Allgemeinen „footy“ oder „football“, die Hauptvarianten einfach „union“ oder „league“.

## Unterschiede der einzelnen Rugby- und Footballspielarten
Die wichtigsten Unterschiede zwischen Rugby und Gridiron Football:
- Grundsätzlich ist Rugby gegenüber Gridiron Football ein flüssiges Spiel, welches nur nach Regelverstößen, einem Ball in Seiten- oder Grundlinienaus, nach dem Erzielen von Punkten oder dem sogenannten Totlegen unterbrochen wird. Demgegenüber wird beim American Football das Spiel nach jedem Spielzug unterbrochen, sobald der Ballträger auf dem Boden ist (der Ballträger wechselt selten während eines Spielzuges). Dies bedeutet, dass sobald der Ballträger vom Gegner zu Boden gebracht wird (engl. tackle), der Ball den Boden berührt oder Punkte erzielt werden, eine oft längere Unterbrechung erfolgt. Der Spielablauf bei Rugby ähnelt also eher jenem beim Fußball.
- Vorwärtspässe sind beim Rugby generell nicht erlaubt. Möglichkeiten des Vorwärtsspielens des Balls sind beim Rugby auf Tragen und Treten reduziert.
- Rugby wird im Verhältnis mit nur wenig Schutzkleidung gespielt (dies gilt ebenfalls für Flag Football, obwohl es zu den Gridiron-Varianten zählt).
- Beim Gridiron Football dürfen auch nicht ballführende Spieler attackiert werden (siehe dazu Block), wohingegen beim Rugby von der verteidigenden Mannschaft nur der balltragende Spieler angegriffen werden darf, dem wiederum als einzigem Angegriffenen begrenzte körperliche Zurwehrsetzungen gegen die ihn attackierenden Verteidiger erlaubt sind.
- Während es beim Rugby verschränkte Formationen gibt (etwa das Paket oder das Gedränge), sind diese beim Gridiron Football verboten. Zu Beginn eines Spielzuges, im sogenannten scrimmage (dem Pendant zum Gedränge), stehen sich die Mannschaften ohne Körperkontakt gegenüber. Die Spieler einer Mannschaft dürfen einander nicht einhaken, verschränken oder den eigenen Ballträger vorwärts schieben. Der Angriff auf einen Gegner, der bereits einen Mannschaftskollegen attackiert (blockt oder tackelt) ist ebenfalls nicht erlaubt. Bildet sich das Pendant zu einem Paket, so endet der Spielzug.

|                                          | Rugby Union                         | 7er-Rugby                           | Rugby League                         | American Football                                    | Canadian Football                                    | Australian Football                                     | International Rules Football                                 | Gaelic Football                                              | Fußball                                 | Futsal                                  |
| ---------------------------------------- | ----------------------------------- | ----------------------------------- | ------------------------------------ | ---------------------------------------------------- | ---------------------------------------------------- | ------------------------------------------------------- | ------------------------------------------------------------ | ------------------------------------------------------------ | --------------------------------------- | --------------------------------------- |
| Spieleranzahl                            | 15                                  | 7                                   | 13                                   | 11                                                   | 12                                                   | 18                                                      | 15                                                           | 15                                                           | 11                                      | 6                                       |
| davon im Gedränge (Scrum) oder Scrimmage | 8 (3-4-1)                           | 3                                   | 6 (3-2-1)                            | (mind.) 7                                            | (mind.) 7                                            | ✘                                                       | ✘                                                            | ✘                                                            | ✘                                       | ✘                                       |
| Ball                                     | (rotations-) elliptisch (Rugbyball) | (rotations-) elliptisch (Rugbyball) | (rotations-) elliptisch (Rugbyball)  | (rotations-) elliptisch mit spitzen Enden (Football) | (rotations-) elliptisch mit spitzen Enden (Football) | (rotations-) elliptisch (wie Rugbyball)                 | kugelrund                                                    | kugelrund                                                    | kugelrund                               | kugelrund                               |
| Spielfeld                                | rechteckig                          | rechteckig                          | rechteckig                           | rechteckig                                           | rechteckig                                           | elliptisch                                              | rechteckig                                                   | rechteckig                                                   | rechteckig                              | rechteckig (Halle)                      |
| Tor (Mal, Goal)                          | H-förmig                            | H-förmig                            | H-förmig                             | gabelförmig                                          | gabelförmig                                          | 4 Pfosten                                               | H-förmig + 2 Pfosten (unten Netz)                            | H-förmig (unten Netz)                                        | 2 Pfosten mit Querlatte (voll mit Netz) | 2 Pfosten mit Querlatte (voll mit Netz) |
| Wertung                                  | Versuch (Try) 5                     | Versuch (Try) 5                     | Try 4                                | Touchdown 6                                          | Touchdown 6                                          | Goal 6                                                  | Goal 6                                                       | Goal 3                                                       | Tor (Goal) 1                            | Tor (Goal) 1                            |
| Wertung                                  | Erhöhung (Conversion) 2             | Erhöhung (Conversion) 2             | Conversion 2                         | Point after Touchdown 1                              | Kick after Touchdown 1                               | Behind 1                                                | Behind 1                                                     | Point 1                                                      | Strafstoß (Penalty) 1                   | Strafstoß (Penalty) 1                   |
| Wertung                                  | Straftritt (Penalty) 3              | Straftritt (Penalty) 3              | Penalty 2                            | Two-Point Conversion 2                               | Field Goal 3                                         |                                                         | Over 3                                                       |                                                              |                                         |                                         |
| Wertung                                  | Sprungtritt (Drop Kick) 3           |                                     | Drop Kick 1                          | Field Goal 3                                         | Safety 2                                             |                                                         |                                                              |                                                              |                                         |                                         |
| Wertung                                  |                                     |                                     |                                      | Safety 2                                             | Rouge Point 1                                        |                                                         |                                                              |                                                              |                                         |                                         |
| erlaubter Balltransport                  | tragen                              | tragen                              | tragen                               | tragen                                               | tragen                                               | prellen                                                 | tragen (spätestens alle 10 Schritte auf den Boden auftippen) | tragen (spätestens alle 10 Schritte auf den Boden auftippen) | treten                                  | treten                                  |
| erlaubter Balltransport                  | rückwärts passen                    | rückwärts passen                    | rückwärts passen                     | passen                                               | passen                                               | fausten                                                 | passen                                                       | passen                                                       | prellen (jedes Körperteil außer Arm)    | prellen (jedes Körperteil außer Arm)    |
| erlaubter Balltransport                  | treten                              | treten                              | treten                               | treten (Punt)                                        | treten (Punt, Dribble)                               | treten                                                  | treten                                                       | treten                                                       |                                         |                                         |
| nicht erlaubter Balltransport            | vorwärts passen/werfen              | vorwärts passen/werfen              | vorwärts passen/werfen               | ✘                                                    | ✘                                                    | passen, werfen                                          | tragen                                                       | tragen                                                       | passen, werfen, tragen                  | passen, werfen, tragen                  |
| Tackle                                   | nur Spieler in Ballbesitz           | nur Spieler in Ballbesitz           | nur Spieler in Ballbesitz            | alle Spieler                                         | alle Spieler                                         | nur Spieler in Ballbesitz                               | nur Spieler in Ballbesitz                                    | ✘                                                            | ✘                                       | ✘                                       |
| Spielfortsetzung nach Seiten-Aus         | Gasse (Line-out)                    | Gasse (Line-out)                    | Gedränge (Scrum)                     | Scrimmage                                            | Scrimmage                                            | Boundary Throw-in (durch Schiedsrichter) oder Free-Kick | Free-Kick aus der Hand                                       | Free-Kick aus der Hand                                       | Einwurf                                 | Ein-Kick                                |
| Ballbesitz wechselt automatisch          | ✘                                   | ✘                                   | nach 6 aufeinander folgenden Tackles | nach 4 Downs, wenn keine 10 Yards Raumgewinn         | nach 3 Downs, wenn keine 10 Yards Raumgewinn         | ✘                                                       | ✘                                                            | ✘                                                            | ✘                                       | ✘                                       |

## Gehälter der Top-Rugbyspieler im Jahr
In den 2020er Jahren haben die Gehälter der Top-Rugbyspieler die Grenze von 1 Mio. USD überschritten, z. B. Handre Pollard (Südafrika): 1,8 Mio. USD, Finn Russell (Schottland): 1,25 Mio. USD, Charles Piutau (Neuseeland): 1,25 Mio. USD, Owen Farrell (England): 1 Mio. USD, Antoine Dupont (Frankreich): 600.000 USD. Das Durchschnittsgehalt der Profispieler in Großbritannien betrug 137.000 USD. In Frankreich betrug das Durchschnittsgehalt der 30 Top-Verdiener 320.000 EUR, alle Zahlen von 2023. Zum Vergleich: 2010 verdiente Jonny Wilkinson, damals der Top-Verdiener, 300.000 EUR.

## Sonstiges
Die Eindrücke eines Rugby-Matches wurden von Arthur Honegger in einem seiner sinfonischen Sätze verarbeitet (Näheres dazu im Artikel Rugby (Honegger)).